# Pak Či-song
Pak Či-song (korejsky 박지성, anglickou transkripcí Park Ji-sung) (* 25. února 1981) je bývalý jihokorejský fotbalový záložník, který naposledy hrál v nizozemském PSV Eindhoven, kde hostoval z anglického klubu Queens Park Rangers.

## Klubová kariéra
Pak Či-song se narodil v Soulu. Od dětství se zajímal o fotbal, který byl jeho koníčkem. Po ukončení střední školy mu japonský fotbalový klub Kyoto Purple Sanga nabídl smlouvu, kterou Pak přijal. Nastupoval tam až do roku 2002. V první sezóně hrál pouze v 13 utkáních a vstřelil jedinou branku. Další rok už se na hřišti objevil celkem 38krát.

### PSV Eindhoven
V roce 2002 si nadějného Korejce, který se už dostal i do reprezentace a hrál na MS v Japonsku a Koreji, všimli skauti z PSV Eindhoven. Všiml si ho tehdy i Guus Hiddink, budoucí trenér PSV, který v té době trénoval právě Jižní Koreu.
V sezóně 2004/2005 se mu začalo dařit ještě více, když PSV Eindhoven získalo mezi jinými právě díky jemu titul v lize a ligový pohár. Největším úspěchem ale byly výkony v Lize mistrů, kde PSV Eindhoven došel až do semifinále, kde vypadl s AC Milánem. Pak vstřelil gól, který ale k postupu nestačil.
V roce 2005 s ním PSV chtělo prodloužit smlouvu, tehdy však přišla nabídka z Manchesteru United, kterou přijal.
PSV Eindhoven ho zprvu nechtěl pustit a varoval, že se jeho cena vyšplhá hodně vysoko, nakonec se ale nic takového nekonalo a v létě 2005 do nového klubu přešel. Přestupová částka není přesně známa, pohybuje se však kolem 4 miliónů liber.

### Manchester United
V Manchesteru United se stal oporou týmu a získal stálé místo v sestavě vedle hvězd jako Wayne Rooney, Cristiano Ronaldo či Paul Scholes. V ligové sezóně 2011/2012 však dostával méně prostoru v A-týmu, rozhodl se pro změnu klubu.

### Queens Park Rangers
9. července 2012 podepsal dvouletý kontrakt s londýnským klubem Queens Park Rangers. Jeho první sezona v QPR byla neúspěšná, nastoupil do 20 zápasů v Premier League (většinou jako kapitán), ale ani jednou neskóroval. Očekávání byla veliká. Klub po sezóně sestoupil do druhé anglické ligy a Pak odešel hostovat do nizozemského PSV. Po sezoně 2013/14 ukončil hráčskou kariéru.

## Reprezentační kariéra
První reprezentační start si odbyl 9. dubna 2000 v zápase proti Laosu. Ve stejném roce se zúčastnil olympijského turnaje na hrách v Sydney, kde Korea nepostoupila ze skupiny.
Na mistrovství Asie 2000 získal s týmem Jižní Koreji třetí místo. Na Konfederačním poháru 2001 hrál ve všech třech zápasech základní skupiny.
Na mistrovství Asie 2004 se s týmem dostal do čtvrtfinále.
Na Mistrovství světa 2002 získal s Jižní Koreou historický úspěch ziskem čtvrtého místa. Vstřelil památný gól Portugalsku v 70. minutě zápasu v kvalifikační skupině, který poslal Koreu do dalších fází turnaje. Zúčastnil se i Mistrovství světa 2006 v Německu, kde tým nepostoupil ze základní skupiny a Mistrovství světa 2010 v Jižní Africe, kde se dostal do osmifinále.